# ニューポートニューズ

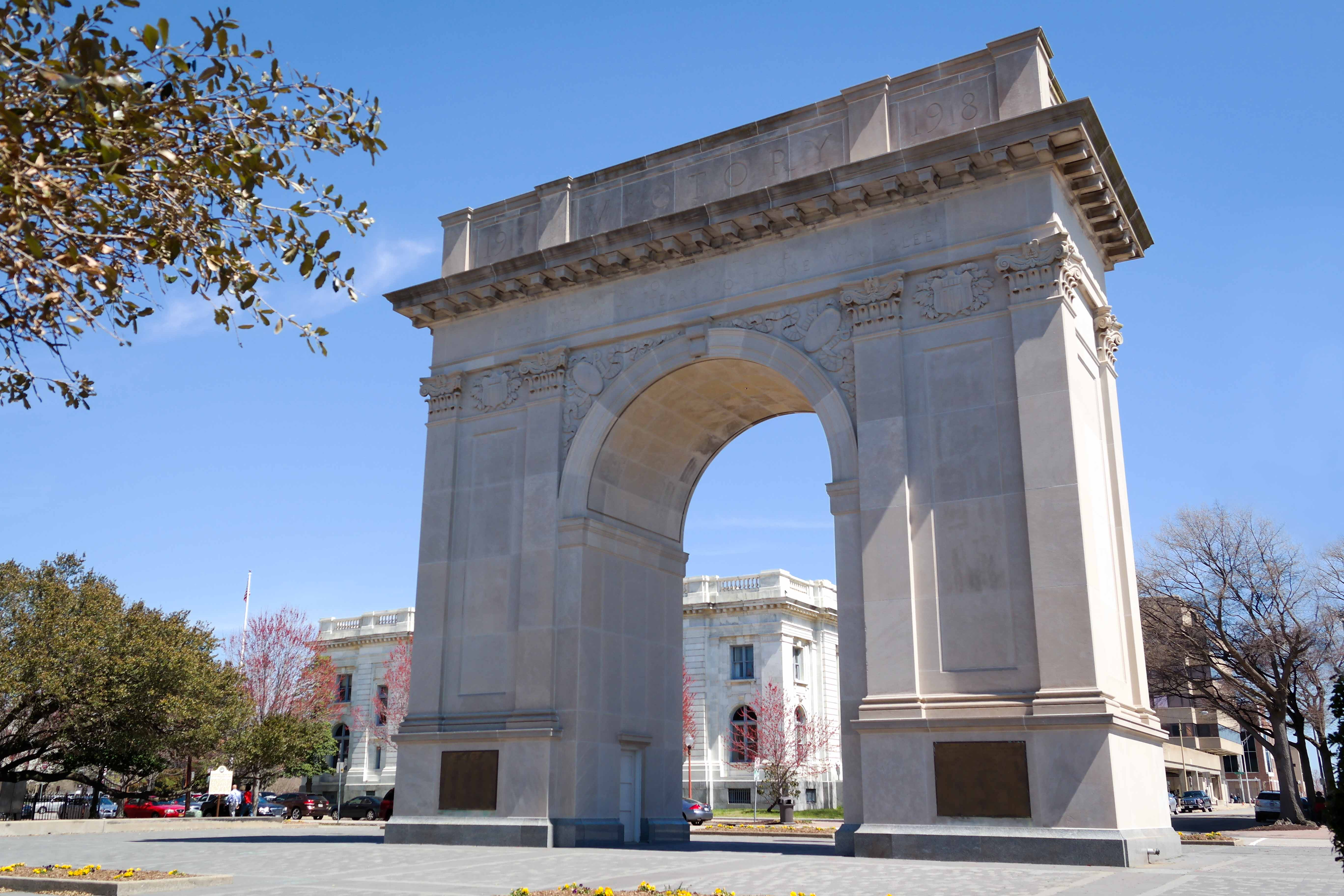
ニューポートニューズ凱旋門。1919年建設、1962年再建

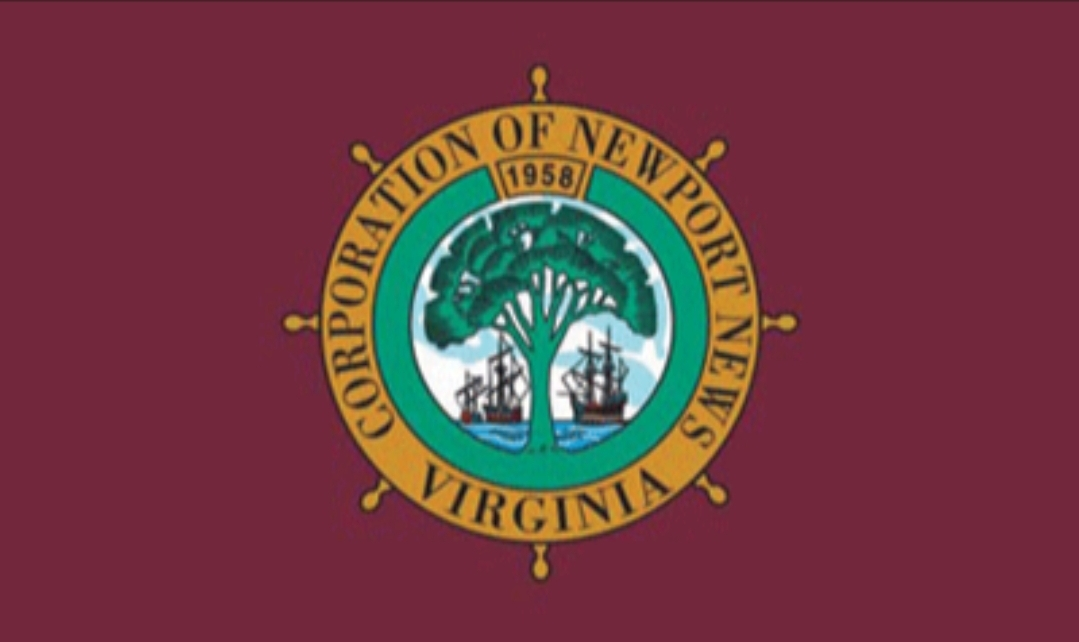
市旗

ニューポートニューズ（英: Newport News, [ˌnuːpɔːrt -, -pərt -])）は、アメリカ合衆国のバージニア州南東部にある独立市。人口は18万6247人（2020年国勢調査）で、州内で5番目、全米で140番目に人口の多い都市である。

## 歴史
1634年にイングランド王チャールズ1世の勅命でバージニア植民地が設立された当初は、今日のニューポートニューズの大部分はウォリック郡に所属していた。南北戦争のころまでは、プランテーションが広がる小さな漁村にすぎなかったが、コリス・P・ハンティントンがチェサピーク・アンド・オハイオ鉄道をバージニア半島まで延伸したことで、ウェストバージニア州で産出される瀝青炭の積み出し港として1881年以降の15年間で急速に発展した。ハンティントンは仲間とともに、大規模な造船所も建設した。1896年に市制施行し、1958年には双方の住民投票を経てウォリック市と合併。一般的にニューポートニューズとして知られる地域が、1896年以来ふたたびひとつになった。

## 地理

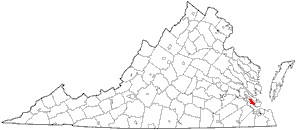
バージニア州内の位置

バージニア半島の南東端、ジェームズ川がハンプトン・ローズにさしかかる河口部に位置する。ハンプトンやノーフォークと隣接している。座標は、北緯37度4分15秒 西経76度29分4秒 / 北緯37.07083度 西経76.48444度。

## 経済
多くの市民が大規模なニューポート・ニューズ造船所やアメリカ陸軍および空軍のラングレー・ユースティス統合基地、その他の軍事基地や供給業者などに勤務しており、市の経済は軍と密接につながっている。ジェームズ川沿いの港湾都市という立地から海運業もさかんで、市内のイーストエンドにはニューポートニューズ・マリーン・ターミナルがある。

## 交通
州間高速道路64号線が通るほか、環状道路であるハンプトン・ローズ・ベルトウェイがふたつの橋およびトンネルでハンプトン・ローズのほかの都市と連絡している。

## 地名
ニューポートニューズという変わった地名の語源は、長らく謎であり、様々な説がある。1609年 - 1610年のジェームズタウンの飢饉の後にクリストファー・ニューポート船長の船で英国に戻ろうとした移民が、途中で補給船に出会って（すなわちよいニュースに出会って）植民地に戻ったという故事に因むという説がもっとも有名であるが、他に、古い英語のnewsには新しい町（new town）という意味があり、それに由来するという説や、ニュース（Newce）という人物に因んで名付けられたという説等がある。

## 事件・事故
- 2023年1月6日 - 市内の小学校で発砲事件（スクールシューティング）が発生。6歳の児童が口論の相手である教師を意図的に銃で狙ったもので、教師は重傷を負った[3][4]。

## 姉妹都市
- 寝屋川市、日本
- 泰州市、中国
- グライフスヴァルト、ドイツ